# Quercus brenesii
Quercus brenesii är en bokväxtart som beskrevs av William Trelease. Quercus brenesii ingår i släktet ekar, och familjen bokväxter. IUCN kategoriserar arten globalt som otillräckligt studerad. Inga underarter finns listade.